# DIGOS
DIGOS (Divisione Investigazioni Generali e Operazioni Speciali ‚Abteilung für allgemeine Ermittlungen und Spezialoperationen‘) ist ein auf Terror- und Extremismusbekämpfung spezialisierter Organisationszweig der italienischen Staatspolizei.

## Aufgaben
Die Hauptaufgabe der DIGOS ist der Schutz des Staates vor politisch motivierten, staatsbedrohenden Aktivitäten wie beispielsweise Terrorismus, Friedens-, Hoch- und Landesverrat.
In jedem italienischen Polizeipräsidium gibt es in der Regel eine DIGOS-Abteilung. Die DIGOS-Einheiten werden unter dem Begriff Polizia di Prevenzione zusammengefasst.

## Kritik
Als Ordnungsmacht bei kritischen Versammlungen der Öffentlichkeit ist DIGOS ständig Kritik und Vorwürfen ausgesetzt.
DIGOS hat die Wohnung des islamistischen Predigers Abu Omars in Mailand überwacht.